# Pocinovice
Pocinovice (v chodském nářečí Pocinojce, německy Putzeried) jsou obec v okrese Domažlice v Plzeňském kraji. Žije v ní 588 obyvatel.

## Historie
První písemná zmínka o obci pochází z roku 1325.

## Obyvatelstvo
| Rok            | 1869  | 1880  | 1890  | 1900  | 1910  | 1921  | 1930  | 1950 | 1961 | 1970 | 1980 | 1991 | 2001 | 2011 | 2021 |
| -------------- | ----- | ----- | ----- | ----- | ----- | ----- | ----- | ---- | ---- | ---- | ---- | ---- | ---- | ---- | ---- |
| Počet obyvatel | 1 276 | 1 333 | 1 281 | 1 210 | 1 225 | 1 216 | 1 214 | 881  | 850  | 729  | 594  | 599  | 564  | 543  | 562  |
| Počet domů     | 191   | 205   | 209   | 214   | 215   | 219   | 237   | 235  | 216  | 203  | 192  | 224  | 239  | 254  | 265  |

## Obecní správa

### Územní příslušnost
- k 1. lednu 1948 patřila obec Pocinovice a osada Orlovice do správního okresu Domažlice, soudní okres Kdyně, poštovní úřad, stanice sboru národní bezpečnosti, železniční stanice a nákladiště Pocinovice.[6] Státní statistický úřad v Praze uvádí, že k 22. květnu 1947 bylo v obci Pocinovice sečteno 910 přítomných obyvatel[7]
- k 1. únoru 1949 patřila obec Pocinovice  o výměře 2462 ha a osada Orlovice do okresu Domažlice, kraj Plzeňský[8][9]
- k 1. lednu 1950 měla obec Pocinovice matriční úřad při Místním národním výboru v Pocinovicích.[10][11] Matriční obvod tvořily tyto obce : 1. Pocinovice, 2. Běhařov, 3. Dlažov, 4. Chodská Lhota, 5. Libkov, 6. Loučim, 7. Miletice[12]
- v r. 1951 byl Matriční úřad v Pocinovicích zrušen. Matriční úřad byl v r. 1951 nově založen při Místním národním výboru ve Dlažově.[13]Do matričního obvodu Dlažov v okrese Domažlice patřily následující obce : 1. Dlažov, 2. Běhařov, 3. Libkov, 4. Miletice, 5. Pocinovice, 6. Soustov[14][15]
- k 1. červenci 1952 měla obec Pocinovice v okrese Domažlice, kraj Plzeňský tyto části : 1.Orlovice, 2. Pocinovice. Obec Pocinovice patřila do matričního obvodu obce Dlažov, okres Domažlice.[16][17]
- k 1. červenci 1960 patřila obec Pocinovice, části obce : 1. Orlovice, 2. Pocinovice do okresu Domažlice, kraj Západočeský, a k matričnímu úřadu při Místním národním výboru ve Kdyni.[18][15][19][20]

### Změna školního obvodu u osady Nové Pocinovice
Výměrem Krajského národního výboru v Plzni ze dne 1. října 1953, číslo jednací IV/2-332.0-26.9-To-Tů a se souhlasem Rady okresního národního výboru v Domažlicích a Rady okresního národního výboru v Klatovech byla osada Nové Pocinovice, původně patřící do školního obvodu Národní školy v Pocinovicích, nově přiřazena do školního obvodu Národní školy v Hadravě, okres Klatovy.

### Části obce
- Orlovice
- Pocinovice

V letech 1850–1879 k obci patřil i Běhařov.

### Obecní symboly
Znak a vlajka byly obci uděleny rozhodnutím předsedy Poslanecké sněmovny Parlamentu České republiky dne 11. dubna 2008.

## Pamětihodnosti
- Kostel svaté Anny na návsi
- Kaple Bolestné Panny Marie s křížovou cestou, na sever z vesnice v lese
- Památník padlých za první světové války
- Venkovské usedlosti čp. 47 a 123
- přírodní rezervace Jezvinec

## Galerie

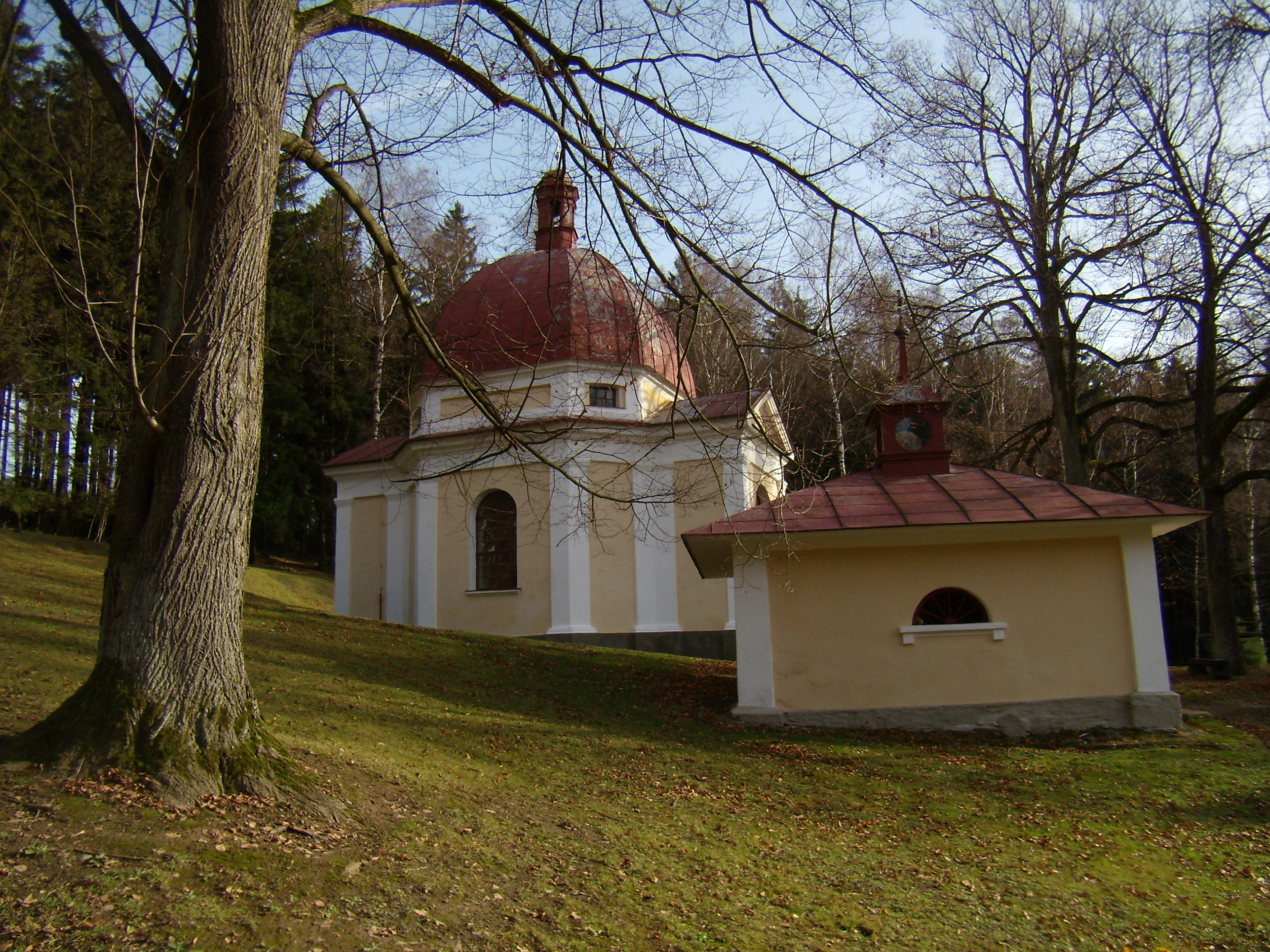
Dobrá Voda – poutní kaple Panny Marie Bolestné
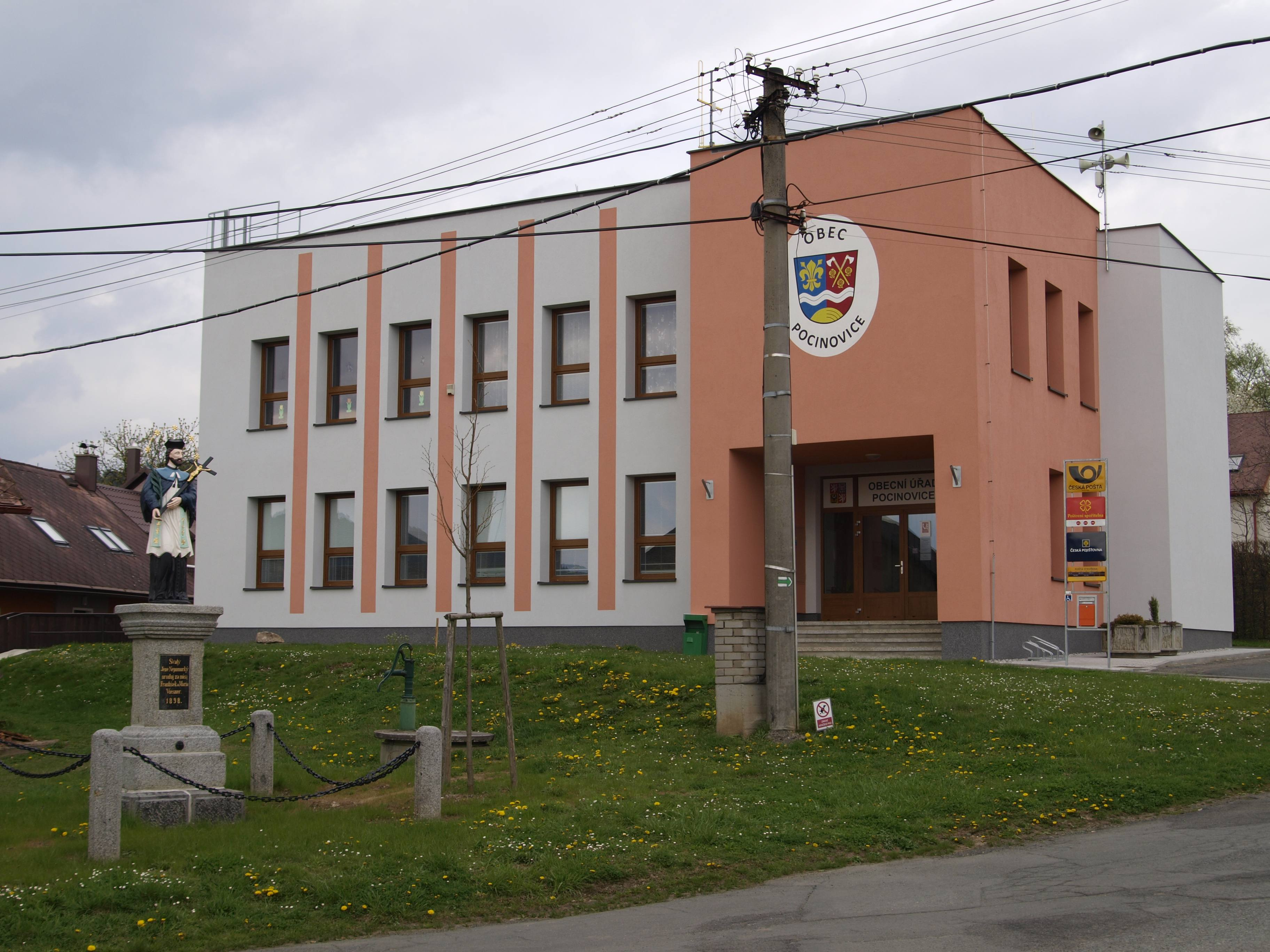
Obecní úřad
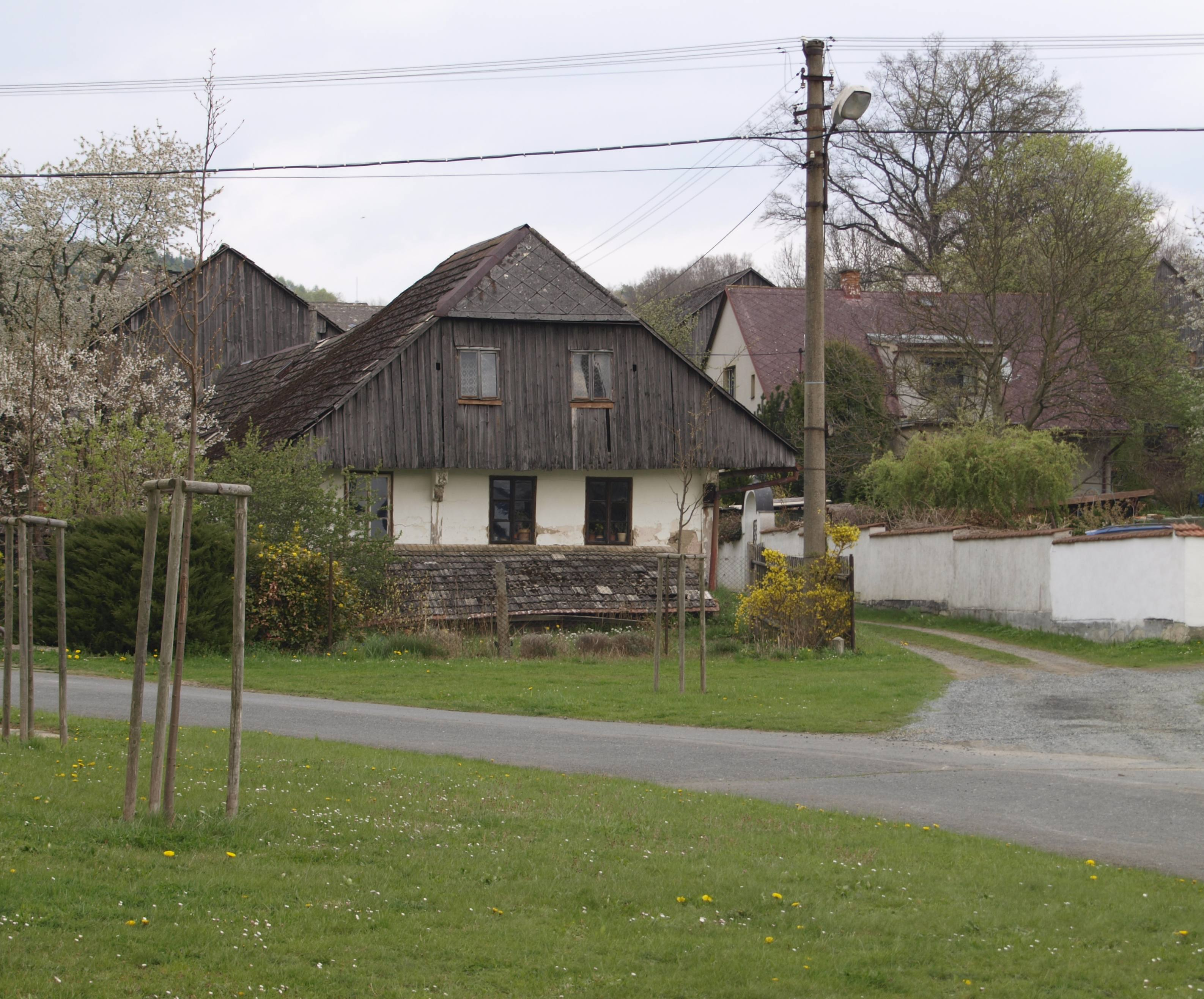
Dům č.p. 43
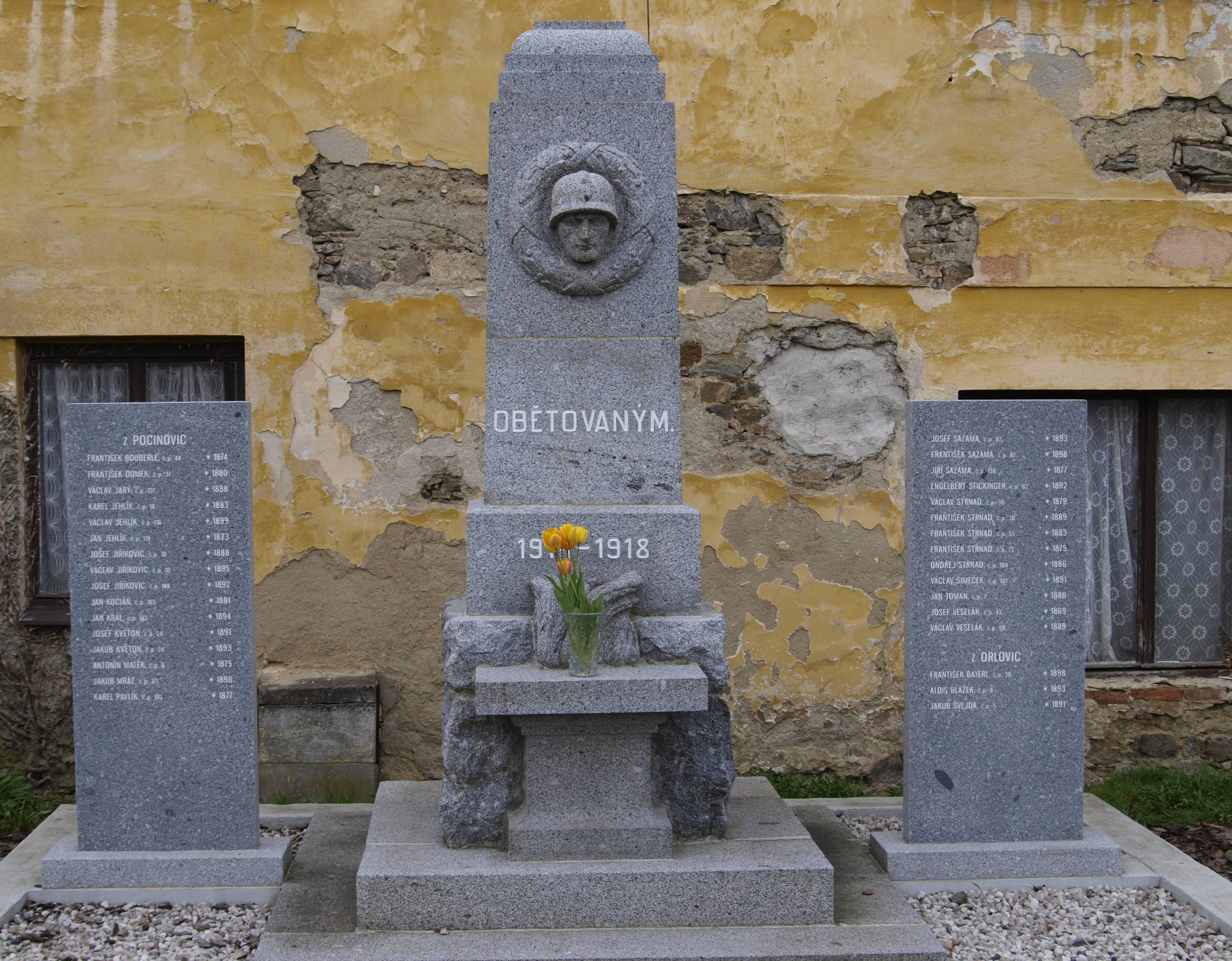
Pomník obětem I. světové války